# Vatsjagan III de Vrome
Vatsjagan de Vrome (Armeens: Վաչագան Բարեպաշտ, transliteratie: Vatsjagan Barepasjt) was de laatste koning van Kaukasisch Albanië. Zijn regeringsperiode werd gekenmerkt door de opgang van het christendom in zijn rijk en een culturele bloei. De koning bouwde volgens traditie "zoveel kerken als het jaar dagen heeft", hij opende scholen voor kinderen en zocht naar de relicten van heiligen die in het verleden het evangelie in de Zuidelijke Kaukasus hadden verkondigd.

## Familie
De vrouw van Vatsjagan heette Sjoesjan, over wie verder weinig bekend is. Zij hadden beiden een zoon en een dochter. Voor de laatste had de koning een burcht gebouwd, Dastakert, dat nu een archeologische plaats is in de provincie Mardakert van Nagorno-Karabach.

## Afkomst
Het is niet duidelijk tot welke vorstenhuis Vatsjagan hoorde, omdat Movses Kaghankatvatsi, de 7e-eeuwse Armeense geschiedschrijver die een hele boek aan het leven van Vatsjagan heeft gewijd, hierover op een geheimzinnige manier zwijgt. De meeste historici gaan ervan uit dat hij de laatste vorst was van een lijn van de Arsaciden, die tot de Perzische overheersing in Albanië hadden geregeerd. Volgens anderen was hij een telg van het huis Aranshahik, dat een oude Armeense vorstenhuis zou zijn van Artsach.
Vatsjagan volgde zijn oom Vache op, die door Perzië gedwongen werd om het christelijke geloof te verloochenen en het Zoroastrisme aan te nemen. Gedurende heel zijn regering had Vache tegen de Perzen gevochten maar uiteindelijk deed hij afstand van de troon. Vatsjagan besteeg de troon in 487, na 30 jaar van wanorde en anarchie.

## Regering
Vatsjagan versterkte zijn heerschappij vooral in de berggebieden van Artsach ten opzichte van het laaggelegen Otene (de zuidelijke Koeravallei). De zetel hiervan werd Gyutakan. Behalve de bouw van kerken, kloosters en scholen voor kinderen, was tevens de aanneming van de Constitutie van Aguen in 488 een belangrijke gebeurtenis, die de grondbeginselen van een christelijke feodale staat vaststelde.
De vondsten van de relikwieën van Sint Eliseus (1e eeuw) en daarna Sint Gregorius (4e eeuw) werden een en al een nationale feest. Vatsjagan de Vrome streed verder tegen hekserij en oude paganistische praktijken, zoals mensenofferingen.

## Dood
Over de dood van Vatsjagan de Vrome heerst evenzeer onduidelijkheid. Hij zou samen met zijn schoonzoon in Sjoenik omstreeks 510 dood bevonden zijn. Of het hier om een moord gaat is niet duidelijk. Vatsjagan werd begraven op het kerkhof van Sint-Jegisjekerk. Op zijn graf werd later (in 1286) een kapel gebouwd.

## Traditie
Vatsjagan werd een van de belangrijkste figuren van de geschiedenis van Nagorno-Karabach. Op grond van volksverhalen schreef de Armeense schrijver Ghazaros Agayan het sprookje Anahit. Vatsjagan wordt hier verliefd en ondanks de bezwaren van zijn ouders trouwt met een herdersmeisje Anahit. Later wordt hij gevangengenomen in een Perzische stad (in een door priesters gebouwde "hel" onder een tempel) en wordt gered dankzij zijn vrouw. Vatsjagan zou Anahit ontmoet hebben bij de waterbron van Hatsik (deze waterbron is nog is nog steeds bewaard in het dorp).

## Eremedaille
De medaille "Vatsjagan Barepasjt" werd in Nagorno-Karabach verleend ter beloning van een "speciale bijdrage op het gebied van cultuur, literatuur, kunst, zorg en weldadigheid".